# West Hagbourne
West Hagbourne – wieś w Anglii, w hrabstwie Oxfordshire, w dystrykcie South Oxfordshire. Leży 19 km na południe od Oksfordu i 79 km na zachód od Londynu. W 2001 miejscowość liczyła 265 mieszkańców.